# Liste de films français sortis en 1980
Listes de films français
- 1976
- 1977
- 1978
- 1979
- 1980
- 1981
- 1982
- 1983
- 1984

Liste non exhaustive de films français sortis en 1980

## 1980
| Titre                                 | Réalisateur                             | Distribution                                                       | Genre               |
| ------------------------------------- | --------------------------------------- | ------------------------------------------------------------------ | ------------------- |
| L'Avare                               | Jean Girault                            | Louis de Funès                                                     | Comédie             |
| La Banquière                          | Francis Girod                           | Romy Schneider, Marie-France Pisier                                | Drame               |
| Les Borsalini                         | Michel Nerval                           | Jean Lefebvre, Darry Cowl, Robert Castel                           | Comédie             |
| La Boum                               | Claude Pinoteau                         | Sophie Marceau                                                     | Comédie romantique  |
| La Cage aux folles 2                  | Édouard Molinaro                        | Michel Serrault, Ugo Tognazzi, Michel Galabru                      | Comédie             |
| Les Charlots contre Dracula           | Jean-Pierre Desagnat Jean-Pierre Vergne | Les Charlots, Andréas Voutsinás, Gérard Jugnot                     | Comédie             |
| Le Cheval d'orgueil                   | Claude Chabrol                          | Jacques Dufilho, Bernadette Le Saché                               | Drame               |
| Cocktail Molotov                      | Diane Kurys                             | Élise Caron, François Cluzet                                       | Comédie             |
| Le Coup du parapluie                  | Gérard Oury                             | Pierre Richard, Valérie Mairesse                                   | Comédie             |
| Le Dernier Métro                      | François Truffaut                       | Catherine Deneuve, Gérard Depardieu                                | Drame, romance      |
| Est-ce bien raisonnable ?             | Georges Lautner                         | Miou-Miou, Gérard Lanvin                                           | Drame               |
| C'est pas moi, c'est lui              | Pierre Richard                          | Pierre Richard, Aldo Maccione                                      | Comédie             |
| Extérieur, nuit                       | Jacques Bral                            | Gérard Lanvin                                                      | Drame               |
| La Femme flic                         | Yves Boisset                            | Miou-Miou, Jean-Marc Thibault                                      | Policier            |
| Les Fourberies de Scapin              | Roger Coggio                            | Roger Coggio, Michel Galabru, Jean-Pierre Darras                   | Comédie             |
| Le Guignolo                           | Georges Lautner                         | Jean-Paul Belmondo                                                 | Action, Comédie     |
| Hé ! Tu m'entends ?                   | Renaud Victor                           | Jean-Pierre Barus, Monic Parelle                                   |                     |
| Inspecteur la Bavure                  | Claude Zidi                             | Coluche, Gérard Depardieu                                          | Comédie policière   |
| Je vous aime                          | Claude Berri                            | Catherine Deneuve, Jean-Louis Trintignant, Gérard Depardieu        |                     |
| Journal d'une maison de correction    | Georges Cachoux                         | Véronique Day, Martine Bougeon, Eva Ionesco                        |                     |
| Loulou                                | Maurice Pialat                          | Isabelle Huppert, Gérard Depardieu                                 | Comédie dramatique  |
| Ma blonde, entends-tu dans la ville ? | René Gilson                             | Francine Carpon, Jacques Zanetti Élisabeth Chailloux, Noël Simsolo | Comédie dramatique  |
| Mon oncle d'Amérique                  | Alain Resnais                           | Roger Pierre, Nicole Garcia, Gérard Depardieu                      | Comédie dramatique  |
| La Mort en direct                     | Bertrand Tavernier                      | Romy Schneider                                                     | Drame, anticipation |
| On a volé la cuisse de Jupiter        | Philippe de Broca                       | Annie Girardot, Philippe Noiret, Francis Perrin                    | Comédie             |
| Pile ou face                          | Robert Enrico                           | Philippe Noiret, Michel Serrault                                   | Policier            |
| Retour en force                       | Jean-Marie Poiré                        | Victor Lanoux, Bernadette Lafont                                   | Comédie             |
| Une robe noire pour un tueur          | José Giovanni                           | Annie Girardot, Claude Brasseur, Bruno Cremer                      | Policier            |
| Sauve qui peut (la vie)               | Jean-Luc Godard                         | Isabelle Huppert, Jacques Dutronc, Nathalie Baye                   |                     |
| Les Sous-doués                        | Claude Zidi                             | Daniel Auteuil                                                     | Comédie             |
| La Terrasse                           | Ettore Scola                            | Ugo Tognazzi, Jean-Louis Trintignant, Marcello Mastroianni         | Drame               |
| Un mauvais fils                       | Claude Sautet                           | Patrick Dewaere, Yves Robert, Brigitte Fossey                      | Drame               |
| Une semaine de vacances               | Bertrand Tavernier                      | Nathalie Baye, Gérard Lanvin                                       | Drame               |
| Voulez-vous un bébé Nobel ?           | Robert Pouret                           | Jean-Pierre Marielle, Darry Cowl, Daniel Prévost                   | Comédie             |
| Le Voyage en douce                    | Michel Deville                          | Geraldine Chaplin, Dominique Sanda                                 | Comédie dramatique  |